# ساکن هزم
ساکن هزم (ابین) (به عربی: ساکن هزم) یک منطقهٔ مسکونی در یمن است که در استان ابین واقع شده‌است.